# Кубок УЕФА (трофей)
Ку́бок УЕФА (англ. UEFA Cup) — трофей, ежегодно вручаемый УЕФА футбольному клубу, одержавшему победу в Лиге Европы УЕФА. До сезона 2008—2009 включительно трофеем награждались победители Кубка УЕФА, а с 2009 года, когда турнир сменил название — победители Лиги Европы УЕФА.
Действующим обладателем трофея является английский «Тоттенхэм Хотспур».

## Описание
Кубок УЕФА представляет собой серебряную восьмигранную чашу массой 15 килограммов, ручки у трофея отсутствуют, что придаёт конструкции простоту и элегантность. В основании кубка находятся фигуры ведущих борьбу за мяч игроков, которые несут не только декоративную функцию, но и придают устойчивость конструкции — на их плечах и стоит чаша. Оригинал на подставке из жёлтого мрамора был изготовлен в миланской мастерской Бертони к финалу 1972 года.

## Владение трофеем
До реформы соревнования в соответствии с правилами УЕФА победитель турнира получал оригинал кубка после трёх побед в турнире подряд или после пятой победы, независимо от того, были ли они одержаны одна за другой. Отсчёт цикла побед производился с момента предыдущей передачи трофея на вечное хранение. После этого начинался новый цикл. До настоящего момента выполнить указанные требования не смогла ни одна команда. Клуб, выигравший Кубок УЕФА и не соответствующий перечисленным выше критериям, имел право хранить трофей у себя в течение следующего сезона и должен был вернуть его УЕФА за два месяца до следующего финала. Также победитель турнира получал копию трофея размером в 4/5 оригинала.
По новым правилам, вступившим в силу с сезона 2009/2010, трофей хранится в УЕФА вечно, каждому победителю вручается полноразмерная копия кубка. Клуб, ставший три сезона подряд победителем турнира или одержавший всего пять побед, отмечается особо в признание заслуг, при этом оригинальный трофей, в отличие от действовавших ранее правил, клубу не оставляется.